# Niebieski wieloryb
Niebieski wieloryb (ros. Синий кит) –  „gra”, która miała powstać na rosyjskim portalu społecznościowym „VKontakte” w 2016. Celem gry jest ukończenie pięćdziesięciu zadań, które są wyznaczane przez tzw. opiekuna. Zadania te w ostateczności miały prowadzić do samobójstwa. Wyolbrzymione doniesienia na jej temat wywołały moralną panikę w Rosji i na świecie.

## Historia
16 maja 2016 roku po raz pierwszy pojawiły się doniesienia na temat niebieskiego wieloryba w rosyjskiej gazecie „Nowaja Gazieta” w artykule stworzonym przez Galinę Mursalijewą zatytułowanym „Grupy śmierci” (ros. Группы смерти), który dotyczył sprawy samobójstwa dwóch nastolatek. Według pierwotnych doniesień gazety nawet 130 samobójstw miało być powiązane z grupami na mediach społecznościowych. Zaledwie dzień po publikacji ilość wyświetleń artykułu zbliżyła się do miliona.
Artykuł zawierał również historię 17-letniej Riny (imię zostało zmienione na potrzeby artykułu), która 23 listopada 2015 roku miała popełnić samobójstwo kładąc się na torach kolejowych. Miała ona być jedną z uczestniczek gry należąca do grupy „OBUDŹ MNIE O 4:20” (ros. РАЗБУДИ МЕНЯ В 4:20.), do której miało należeć ponad 240 tys. osób. Późniejsze śledztwo nie wykazało jednak powiązania jej samobójstwa z żadną z tych grup.
Informacje na temat gry zostały prawdopodobnie błędnie zinterpretowane. Gazeta oświadczyła, że co najmniej osiemdziesiąt śmierci miało bezpośredni związek z grą w niebieskiego wieloryba, jednak późniejsze śledztwo Radia Wolna Europa wykazało, że żadna z tych śmierci nie była jednoznacznie powiązania z tą grą. Nowaja Gazieta została również skrytykowana przez portal Meduza, na którym pojawił się artykuł, według którego samobójstwa młodych osób zostały błędnie powiązane z samym członkostwem do tej samej grupy na VKontakte,  co miało wynikać z efektu potwierdzenia, jako iż autorka od początku zakładała powiązanie samobójstw z Internetem.
Polska nazwa „niebieski wieloryb” została niepoprawnie przetłumaczona z brytyjskiego dziennika The Sun od nazwy „blue whale”, mimo iż pierwotna nazwa gry brzmiała „синий кит”, co powinno zostać przetłumaczone jako „płetwal błękitny”.

## Zadania i zasady
Gra rozpoczynać się miała po dołączeniu do wybranej grupy. Każda osoba miała otrzymać swojego „opiekuna”, który wyznaczać miał zadania, które zawsze kończyły się samobójstwem. W Internecie pojawiła się lista domniemanych zadań do wykonania, które pochodziły z nieznanego profilu na twitterze. Pierwsze zadania dotyczyły m.in. samookaleczania, oglądaniu psychodelicznych filmów przez cały dzień, czy nie rozmawiania z nikim przez cały dzień. Ostatnie pięćdziesiąte zadania miało polegać na popełnieniu samobójstwa poprzez skok z budynku.

## Panika medialna
Prof. Jacek Pyżalski odnosząc się do teorii paniki moralnej Stanleya Cohena stwierdził, iż całe zjawisko niebieskiego wieloryba zostało nagłośnione przez media i to one były główną przyczyną nagłego zdobycia popularności tej gry. Sama gra miała być zjawiskiem marginalnym, niewychodzącym poza jeden z regionów Rosji. Choć informacje o tym zjawisku od różnych mediów miały chronić życie i zdrowie dzieci, przyniosły one zupełnie odwrotny efekt, rozpowszechniając grę.

## Domniemane przypadki

### Rosja
Pierwsze doniesienia o samobójstwach związanych z niebieskim wielorybem pojawiły się w artykule Galiny Murasalijewej, gdzie pojawiła się informacja o ponad 130 ofiarach tej gry w Rosji od listopada 2015 do kwietnia 2016. Sam artykuł opisywał jednak tylko parę przypadków i nie był poparty żadnymi dokumentami, źródłami, czy wynikami śledztwa. Liczba ofiar wywodziła się od wypowiedzi rodziców ofiar.
16 listopada 2016 roku aresztowano Filipa Budeikina, którego oskarżono o namawianie do samobójstwa. Jego ofiarami miało paść piętnastu nastolatków.
W czerwcu 2017 roku doszło do aresztowania listonosza Ilji Sidorowa, który miał przyznać się do stworzenia trzydziestodwuosobowej grupy, której wydawał zadania do wykonania. W przypadku niewypełnienia zadania żądał m.in. zapłacenia określonej sumy pieniędzy. Został skazany na trzy lata w kolonii karnej na Syberii.
W czerwcu 2018 rosyjski analityk finansowy Nikita Nearonow został aresztowany pod zarzutem zorganizowania gry. Nearonow jest podejrzewany o manipulowanie i skłanianie 10 nieletnich dziewczynek do samobójstwa (spośród których co najmniej dwie przeżyły). Nearonow był opisywany jako „inteligentny” i znający się na komputerach człowiek o pogardliwym stosunku do nastolatków. Raport policyjny twierdzi, że kuratela nad „wielorybem” była jego „hobby”.

### Polska
Pierwsze doniesienia na temat niebieskiego wieloryba pojawiły się w Polsce w marcu 2017 roku.
Poznańscy Policjanci z Wydziału do Walki z Cyberprzestępczością KWP zatrzymali w 2020 roku w Polsce mężczyznę, który stworzył grę podobną do niebieskiego wieloryba, nazywając siebie „kuratorem”. Podobnie jak w niebieskim wielorybie, wykonywano zadania, które miały w końcu prowadzić do samobójstwa. Ofiarami były trzy dziewczynki, jedna z nich została objęta opieką medyczną.
Ministerstwo Edukacji Narodowej napisało list dla dyrektorów, nauczycieli i placówek oświaty, gdzie wystosowało ostrzeżenie dot. tej gry. List ten spotkał się z negatywną opinią mediów, według których list ten opierał się na niepotwierdzonych informacjach.

### Egipt
W kwietniu 2018 roku egipska gazeta podała informację o dwunastoletnim chłopcu, który miał umrzeć po zażyciu toksycznych tabletek, aby wypełnić jedno z zadań. Na jego prawym ramieniu znajdować miał się wycięty tatuaż z wielorybem.

### Arabia Saudyjska
Po samobójczej śmierci dwójki nieletnich, w Arabii Saudyjskiej zakazano 47 gier komputerowych, m.in. Grand Theft Auto V, Assassin's Creed 2, Life is Strange i Wiedźmin 3: Dziki Gon. Zakaz ten miał wynikać z powodu powiązania śmierci dzieci z grą w niebieskiego wieloryba.